# Humanimal
Humanimal은 MC몽의 다섯 번째 정규 음반으로 2009년 7월 23일에 발매되었다. 리패키지반은 2009년 10월 6일에 발매되었다. 사실상 MC몽이 병역비리 문제로 연예계를 하차하기 전에 마지막으로 발매했던 음반이었다.

## 수록곡
- Intro

- Indian Boy (Feat. 박장근, B.I)

- 로미오를 반대한 줄리엣 아버지 (Feat. Simon of 달마시안)

- 진실은 천국에서라도 (Feat. 김희선)

- 나비효과 (Feat. SG 워너비)

- 사랑보다 아름다운 말 (Feat. 숙희)

- Dalmatian Love

- Lucky Man

- 사랑이란

- 죽도록 사랑해 2 (Feat. 조성모)

- Little Sunshine (Feat. 정인)

- 세상에서 가장 슬픈 시 (Feat. MAC)

- Luv D.N.A

- Hottrack (Feat. B.S)

- Outro

### 리패키지 추가 수록곡
- 호러쇼 (Feat. 강호동, Whale of W&Whale)

- 나는... (Feat. 아이비)

- 호동쇼 (보너스 트랙)

## 특징
- 2번 트랙 〈INDIAN BOY〉는 1박 2일 시즌1 '강원 평창' 편에서 기상음악으로 나오기도 했으며, 4번 트랙 〈진실은 천국에서라도〉는 자살로 생을 마감한 최진실을 추모하는 곡이다.